# Borgelemossarna

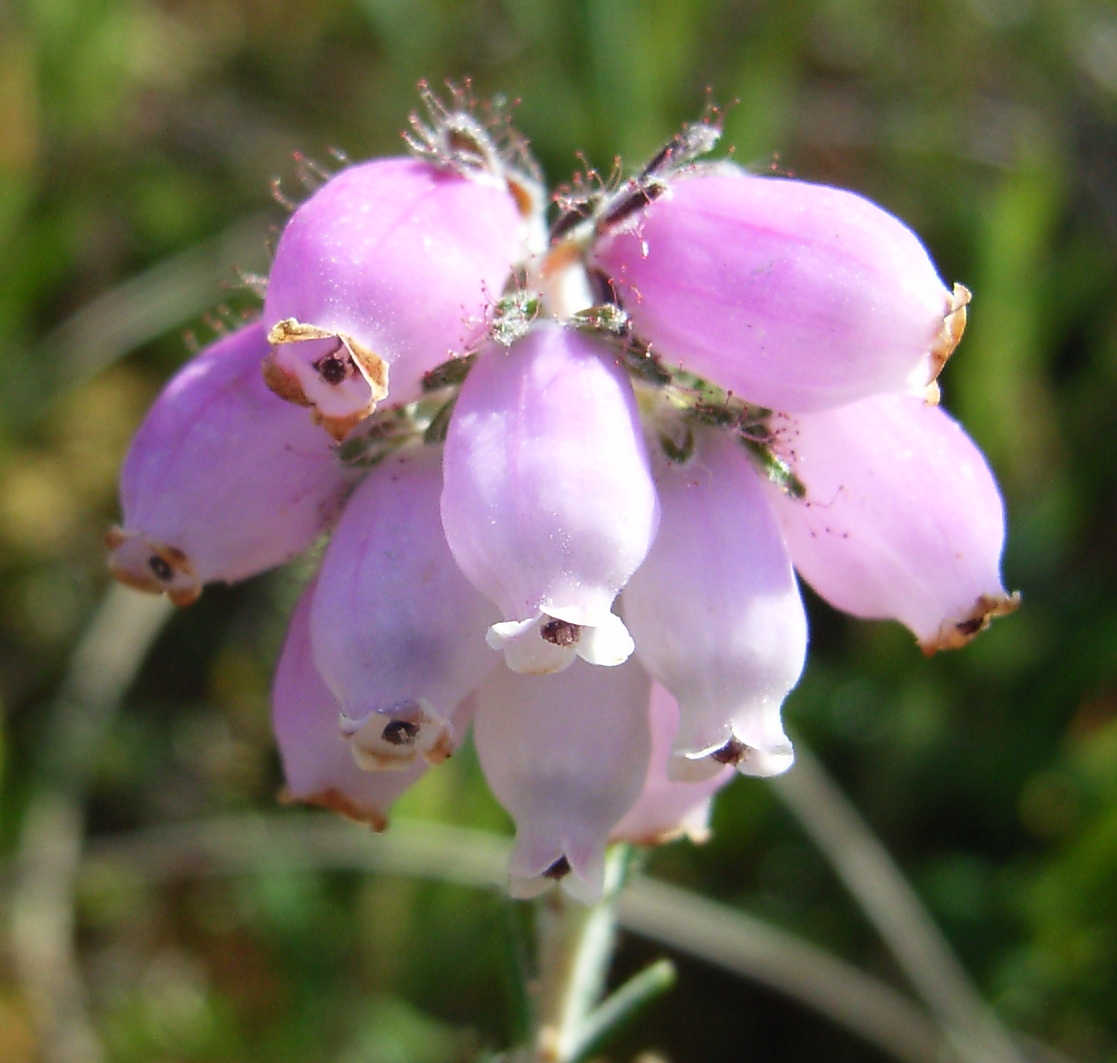
Klockljung

Borgelemossarna är ett naturreservat i Dals-Eds kommun i landskapet Dalsland.
Naturreservatet ligger nordväst om Ed. Det är skyddat sedan 2004 och omfattar 598 hektar. Området består av ett orört våtmarksområde med rikt fågelliv. 
Borgelemossarna är högt belägna på 200–215 meter över havet. Inom området finns många fastmarksöar. Där finns även orörda barrnaturskogar och ett varierat växt- och djurliv som är typiskt för myrmark i regionen. Arter som till exempel klockljung, myrlilja och hedsäv växer där. 
Tjäder och orre kan höras spela. Trana och ljungpipare häckar i området.
Inom området ligger Mannetjärnet och Stora Strängetjärnet.
Området ingår i EU:s ekologiska nätverk av skyddade områden, Natura 2000. Det förvaltas av Västkuststiftelsen.